# 마오리당
뉴질랜드 마오리당(영어: Māori Party)은 뉴질랜드의 정당이다. 현재 의회내에선 뉴질랜드 행동당에 같은 의회내 제4당이다. 현재 당수는 전(前) 뉴질랜드 노동당 소속 의원인 타리아나 투리아(Tariana Turia)와 전직 대학 교수인 피타 샤플리스(Pita Sharples)가 공동으로 당수직을 맡고 있다.

## 당 이념 및 노선
마오리당은 마오리를 위한 정당이라고 표방한다. 현 정치적 노선은 중도파로 구성된 당이다.